# Deutsche Confiserie Holding
Die Deutsche Confiserie Holding GmbH (DCH) mit Sitz in Hannover war ein Holdingunternehmen im Einzelhandel. Sie hielt Beteiligungen an der Arko GmbH, der J. Eilles GmbH & Co. KG, der Hussel GmbH sowie Hussel Confiserie GmbH. Alle Tochtergesellschaften betrieben Filialen für den Verkauf von Kaffee, Tee, Gebäck- und Süßwaren. Im Januar 2021 meldeten die im Eigentum der Familie Paul Morzynski stehende Holding und ihre operativen Tochtergesellschaften Insolvenz an. Im Rahmen des Insolvenzverfahrens wurde die Holding aufgelöst. Die Tochtergesellschaften gingen auf die DCG Deutsche Confiserie Group GmbH & Co. KG über, deren Eigentümer wiederum die Familie Morzynski ist.

## Geschichte
Das ursprünglich im Jahr 2006 gegründete Unternehmen beteiligte sich im Jahr 2014 mit einem Anteil von 96 Prozent am Stammkapital der Arko GmbH; dazu firmierte es zunächst in arko Holding GmbH um. Um die Holding für einen (nicht erfolgten) Börsengang attraktiv zu machen, wurden im Jahr 2016 zusätzlich 35 Eilles-Fachgeschäfte von J. J. Darboven erworben. Weiter erwarb die Arko Holding zum 1. Oktober 2018 Hussel mit damals 210 Filialen. Durch Zusammenschluss von Arko, Eilles und Hussel sollte Europas größtes Confiserie-Fachhandelsunternehmen mit rund 450 Standorten in Deutschland, Österreich, Tschechien und Portugal entstehen. Um diesen Anspruch zu unterstreichen, firmierte die Arko Holding GmbH ab Dezember 2019 als Deutsche Confiserie Holding GmbH.  
Nach wirtschaftlichen Problemen infolge der Corona-Pandemie meldeten Holding und Tochterunternehmen im Januar 2021 beim Amtsgericht Norderstedt Insolvenz in Eigenregie an. Im Verlauf des Verfahrens wurden die Tochtergesellschaften auf die neue DCG Deutsche Confiserie Group GmbH & Co. KG übertragen und die DCH als Holding aufgelöst.